# Monophyllaea longipes
Monophyllaea longipes är en tvåhjärtbladig växtart som beskrevs av Friedrich Fritz Wilhelm Ludwig Kraenzlin. Monophyllaea longipes ingår i släktet Monophyllaea och familjen Gesneriaceae. Inga underarter finns listade i Catalogue of Life.